# NUDT6
NUDT6 (англ. Nudix hydrolase 6) – білок, який кодується однойменним геном, розташованим у людей на короткому плечі 4-ї хромосоми.  Довжина поліпептидного ланцюга білка становить 316 амінокислот, а молекулярна маса — 35 679.
| 10         |  | 20         |  | 30         |  | 40         |  | 50         |
| ---------- |  | ---------- |  | ---------- |  | ---------- |  | ---------- |
| MRQPLSWGRW |  | RAMLARTYGP |  | GPSAGYRWAS |  | GAQGYVRNPP |  | VGACDLQGEL |
| DRFGGISVRL |  | ARLDALDRLD |  | AAAFQKGLQA |  | AVQQWRSEGR |  | TAVWLHIPIL |
| QSRFIAPAAS |  | LGFCFHHAES |  | DSSTLTLWLR |  | EGPSRLPGYA |  | SHQVGVAGAV |
| FDESTRKILV |  | VQDRNKLKNM |  | WKFPGGLSEP |  | EEDIGDTAVR |  | EVFEETGIKS |
| EFRSVLSIRQ |  | QHTNPGAFGK |  | SDMYIICRLK |  | PYSFTINFCQ |  | EECLRCEWMD |
| LNDLAKTENT |  | TPITSRVARL |  | LLYGYREGFD |  | KIDLTVEELP |  | AVYTGLFYKL |
| YHKELPENYK |  | TMKGID     |  |            |  |            |  |            |

A: Аланін

C: Цистеїн

D: Аспарагінова кислота

E: Глутамінова кислота

F: Фенілаланін

G: Гліцин

H: Гістидин

I: Ізолейцин

K: Лізин

L: Лейцин

M: Метіонін

N: Аспарагін

P: Пролін

Q: Глутамін

R: Аргінін

S: Серин

T: Треонін

V: Валін

W: Триптофан

Кодований геном білок за функцією належить до гідролаз. 
Задіяний у таких біологічних процесах як поліморфізм, альтернативний сплайсинг. 
Локалізований у цитоплазмі, ядрі, мітохондрії.